# Oostbuurt
Oostbuurt is een buurtschap in de gemeente Westland in de Nederlandse provincie Zuid-Holland. Het ligt ten zuiden van de N223 tussen De Lier en Den Hoorn en telt 140 inwoners.

## Geschiedenis
De eerste bekende vermelding van Oostbuurt zou uit 870 zijn. Uit dat jaar stamt een document, het Cartularium Radbodi dat een opsomming van bezittingen van de kerk van Utrecht bevat en onder andere Ostburon noemt.
Oostbuurt lag aan een voormalige dijk uit de elfde eeuw die onderdeel uitmaakte van de bedijking van de Lee. De dijk sloot in het zuiden aan op de Lierweg die nog als dijk dient. In het noorden sloot de bedijking bij de Lierhand aan op de Noord-Lierweg. Deze is doorsneden door de provinciale weg Burgemeester van der Goeslaan, N223. Het water de Lee doorsnijdt de buurtschap in tweeën. De bedijking van de Oostbuurtseweg is grotendeels afgegraven maar ten oosten van de Lee loopt de weg nog over een dijktalud. Aan die kant is de bebouwing beperkt. De Oostbuurtsebrug over de Lee verbindt de twee delen met elkaar. In het westen was de dijk een ontginningsas voor de Dorppolder en hier zijn dan ook wat oude boerderijen te vinden. Begin negentiende eeuw bestond de Oostbuurt uit een aantal verspreide boerderijen die zich toelegden op akkerbouw, veeteelt en tuinbouw. De hier gevormde lintbebouwing werd uitgebreid begin twintigste eeuw met enkele woningen. Na de Tweede Wereldoorlog is het aantal woningen toegenomen en is weideland en akkerland omgezet in tuinbouwgrond met kassen. Voor de gemeentelijke herindeling van 2004 behoorde het zuiden van de weg bij de gemeente Schipluiden en het noorden bij De Lier. Na de herindeling zijn beide zijden bij Westland gevoegd.
In de Oostbuurt heeft een voornaam huis gestaan: Huis ter Oosterlee. In het huis, ook wel Hof te Lier genoemd, hadden de heren van De Lier zich gevestigd. Het huis was in de eerste helft van de negentiende eeuw afgebroken. In het huis werd rechtgesproken en tegenover het huis stond de galg. Het gebied staat nu nog als Galghoek bekend.

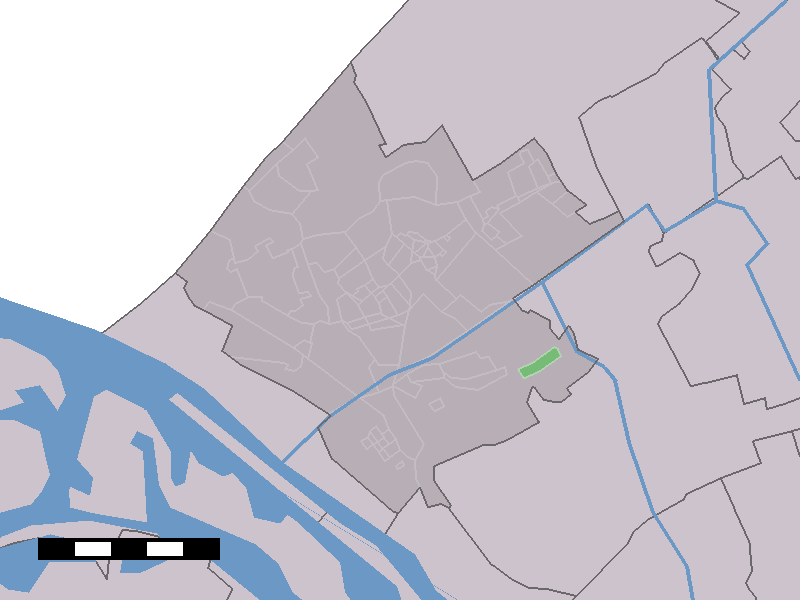
Oostbuurt in de gemeente Westland
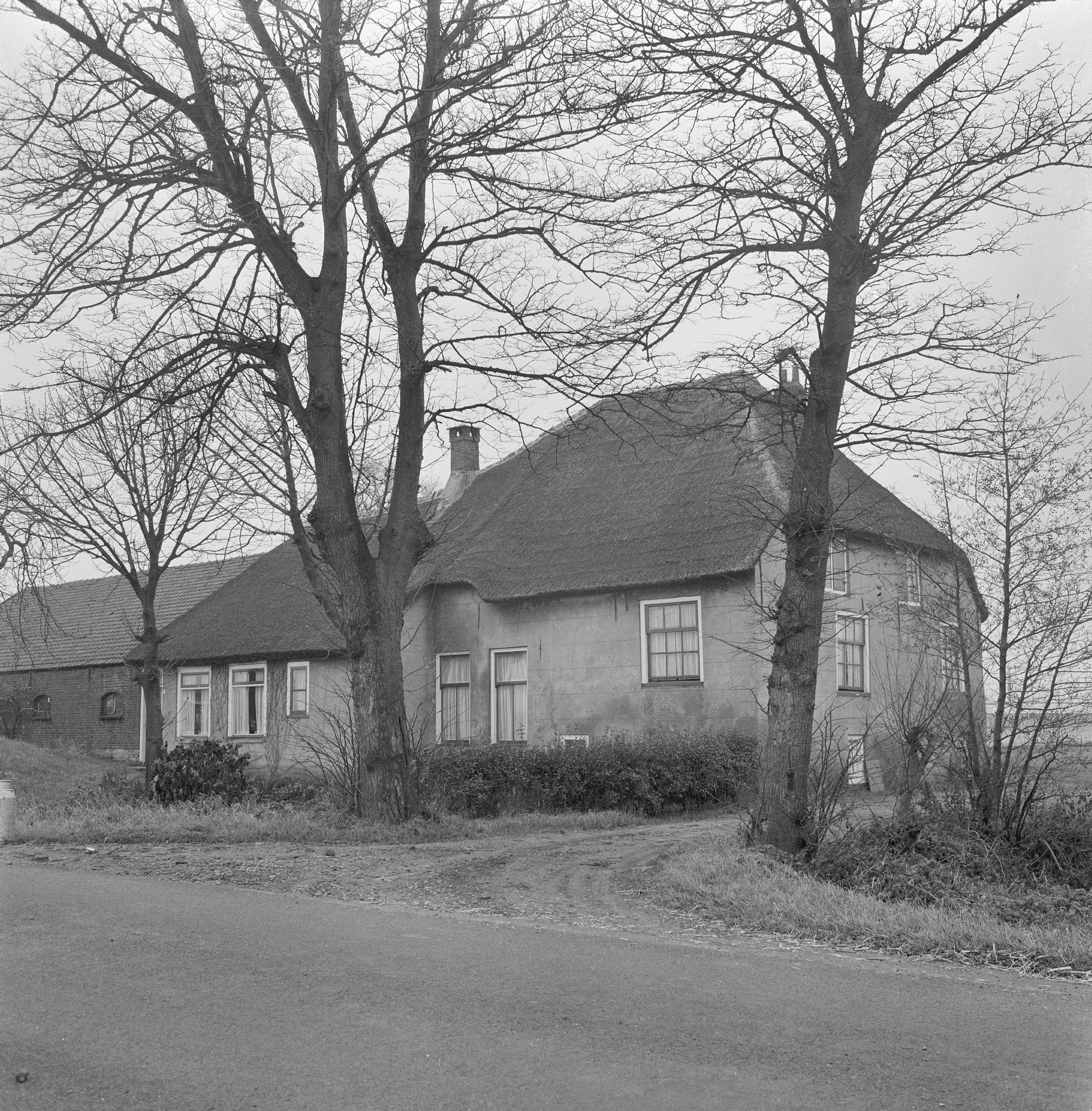
Oostbuurtseweg 25, een boerderij uit de 17e of 18e eeuw en rijksmonument.
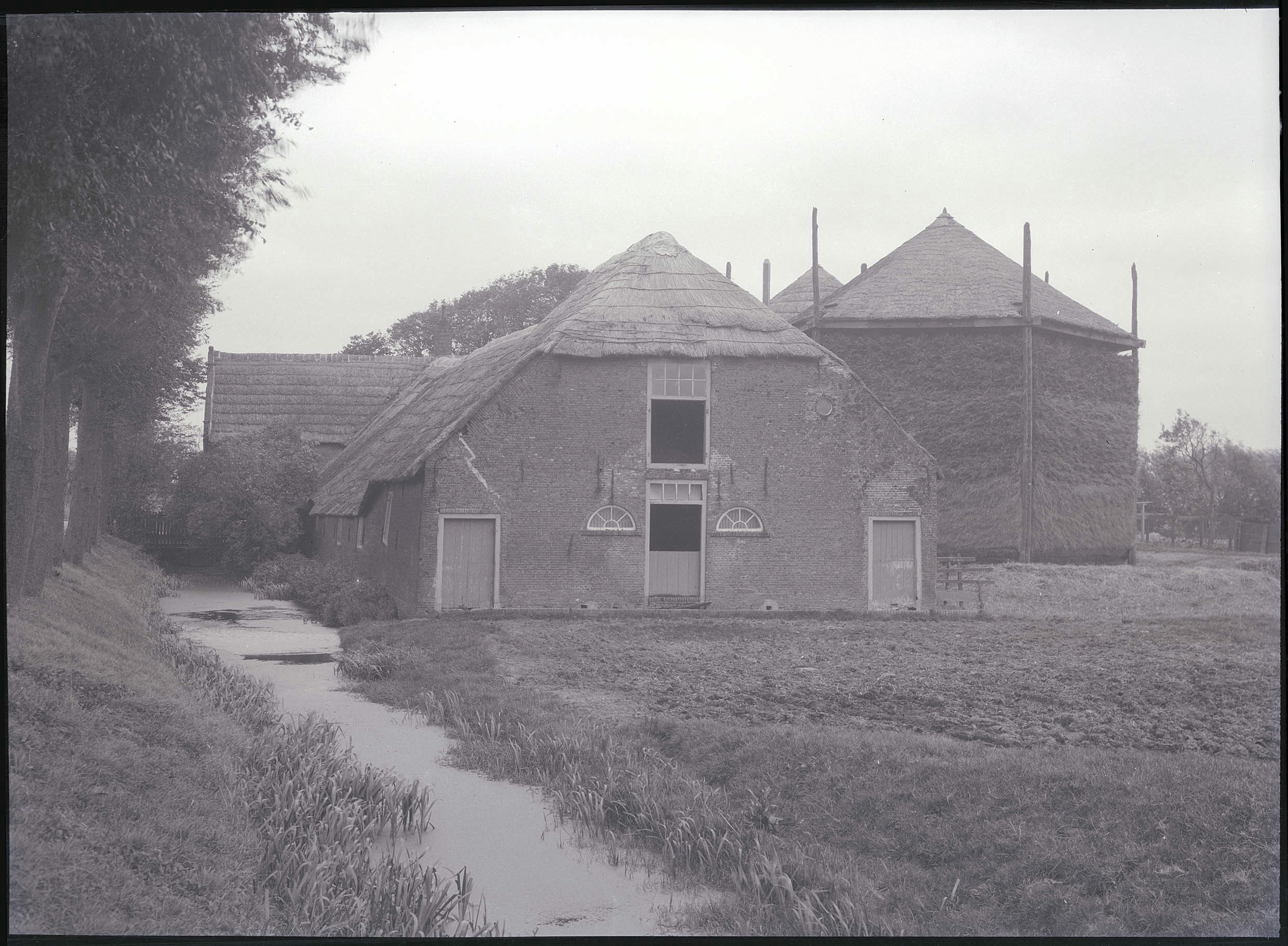
Inmiddels verdwenen boerderij van Noordam aan de Oostbuurtseweg uit de 17e eeuw.
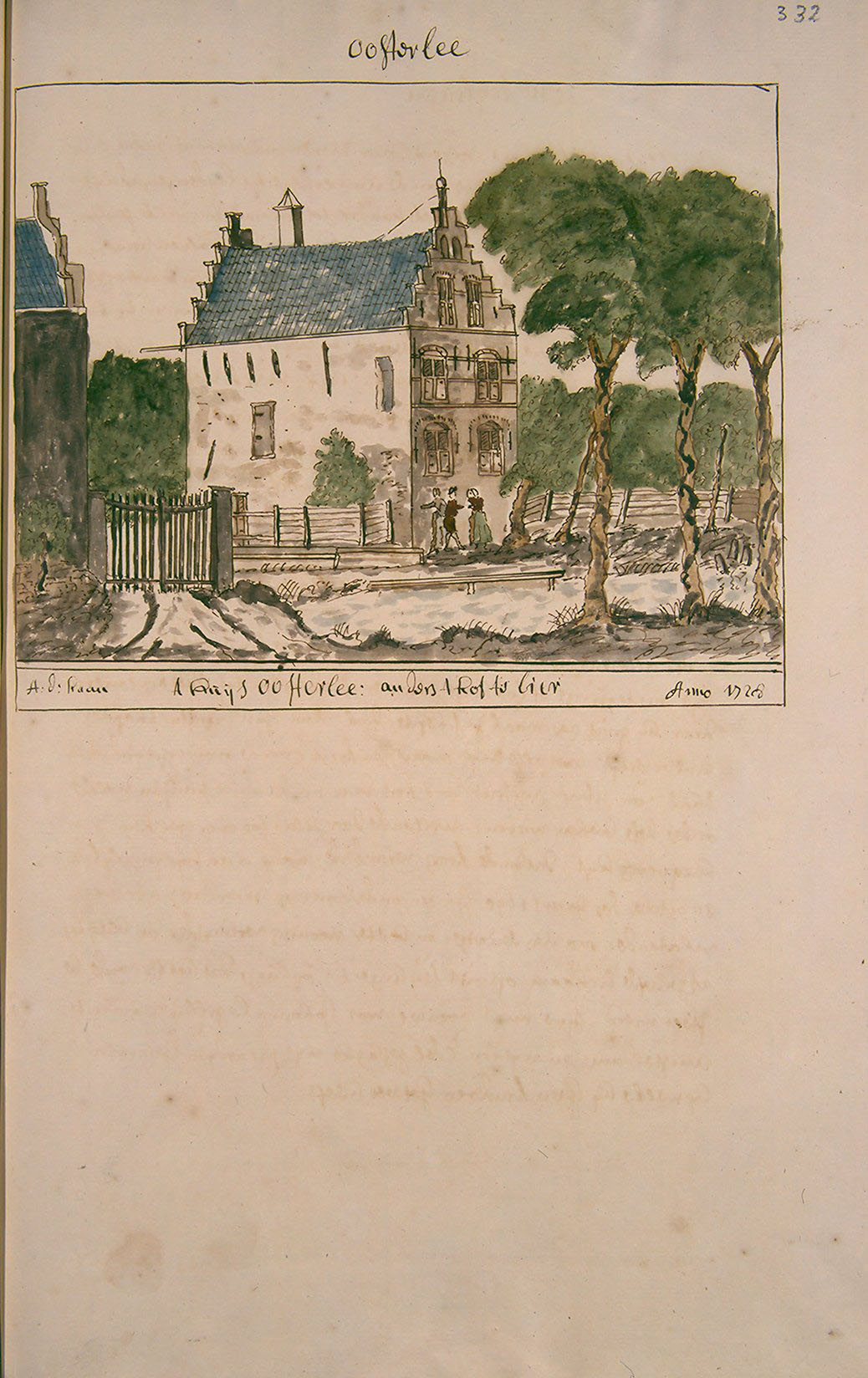
Huis ter Oosterlee in 1728. Het huis is afgebroken in de eerste helft van de negentiende eeuw.